# Castel Rametz
Castel Rametz (in tedesco Schloss Rametz) è un maniero di origine medievale che si trova a Maia Alta nel comune di Merano.
Le prime notizie storiche riguardanti il castello risalgono al 1269, quando venne citato per la prima volta in documenti scritti. Tra il XIV e il XV secolo fu di proprietà della famiglia Rametz, passò poi agli Aichner, quindi ai Quaranta, ai Planta, ai Travers e ai Parravicini.
Nel 1836 venne acquistato da Francesco Flarer, professore all'Università di Pavia, la cui figlia sposò Agostino Depretis. Egli lo trasformò nella propria abitazione, eseguendo un radicale restauro che portò il castello all'aspetto attuale, caratterizzato da torrette e merlature ghibelline.
Durante la II guerra mondiale fu requisito dalle truppe tedesche insieme a Castel Labers e usato come base logistica per l'Operazione Bernhard.
Nel 1954 vi morì lo scrittore austriaco Fritz von Herzmanovsky-Orlando.
Attualmente è sede di una rinomata azienda vinicola con un ristorante e un piccolo museo del vino ricavati negli ambienti del castello, specialmente Pinot. Il resto del maniero non è normalmente visitabile.